# جان فرانسوا غوثير
جان فرانسوا غوثير (بالفرنسية: Jean François Gauthier )‏ (و. 1708 – 1756 م) هو عالم نبات، وكاتب، من فرنسا، توفي في مدينة كيبك، عن عمر يناهز 48 عاماً.